# Hillia triflora
Hillia triflora là một loài thực vật có hoa trong họ Thiến thảo. Loài này được (Oerst.) C.M.Taylor mô tả khoa học đầu tiên năm 1989.